# Панков Володимир Михайлович
Володи́мир Миха́йлович Панко́в (7 липня 1946, Омськ, РРФСР, СРСР) — радянський і український кінооператор.

## Життєпис
Народився 1946 року в Омську (Росія) в родині службовця. Закінчив Київський державний інститут театрального мистецтва ім. І. Карпенка-Карого (1977).
З 1978 року — оператор-постановник Одеської кіностудії.
Член Національної Спілки кінематографістів України.

## Фільмографія
- «Рейс перший, рейс останній» (1974, асистент оператора у співавт.)

Зняв кінокартини:
- «Ненависть» (1977, 2-й оператор)
- «Дійові особи та виконавці»
- «Фотографії на стіні» (1978, 2-й оператор)
- «Ялта восени та взимку»
- «Срібна долина» (1978)
- «Іподром» (1979, оператор-постановник)
- «Гість» (1980, к/м)
- «Білий танок» (1981, у співавт. з А. Першиним)
- «Рік активного сонця» (1982)
- «Весна надії» (1983, у співавт. з О. Ляшенком)
- «Поїзд поза розкладом» (1985, у співавт. з В. Кабаченком)
- «На вістрі меча» (1986)
- «Холодний березень» (1987)
- «Астентичний синдром» (1989, реж. К. Муратова)
- «Каталажка» (1990, у співавт. з В. Соколовим-Олександровим)
- «Перший поверх» (1990, у співавт. з В. Соколовим-Олександровим)
- «Кур'єр на схід» (1991, у співавт. з В. Соколовим-Олександровим)
- «Далеко від Сансет бульвару» (2005, реж. І. Мінаєв)
- «Лялька» (2005, к/м, реж. К. Муратова)
- «Два в одному» (2007, реж. К. Муратова)
- «Мелодія для катеринки» (2009, реж. К. Муратова)
- «Катя» (2009, Росія)
- «Ви замовляли вбивство» (2010, Росія)
- «Пілот міжнародних авіаліній» (2011, Росія, у співавт.)
- «Вічне повернення» (2012, реж. К. Муратова)
- «Цвях» (2014, Росія)
- «Любов і море» (2016, т/с, Росія—Україна) тощо.